# Calliandra gardneri
Calliandra gardneri är en ärtväxtart som beskrevs av George Bentham. Calliandra gardneri ingår i släktet Calliandra och familjen ärtväxter. Inga underarter finns listade i Catalogue of Life.